# C. & J. Clark
Pour les articles homonymes, voir Clark.
C. & J. Clark International Ltd, commercialement connu sous le nom de Clarks, est une entreprise britannique spécialisée dans la fabrication et la vente de chaussures.

## Histoire
L'entreprise a été fondée en 1825 par les frères quakers Cyrus et James Clark à Street, dans le Somerset, où elle a toujours son siège.

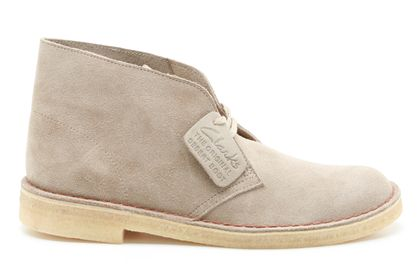
Desert Boot
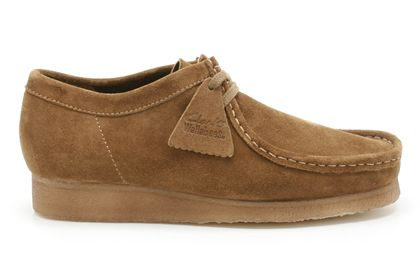
Wallabee

Le modèle Desert Boots est créé par l'arrière petit-fils du fondateur James Clark, Nathan, en 1941. Le modèle devient un succès quelques années plus tard. En 60 ans, 10 millions de paires sont vendues.
En 2010, Melissa Potter est nommée DG de Clarks. En 2012, les ventes de la société atteignent £1,4 milliard.
En novembre 2020, la société vend une majorité de ses parts au fonds d'investissement LionRock Capital (Hong Kong) après avoir enregistré de fortes pertes.